# Rüdiger von der Goltz (Offizier)

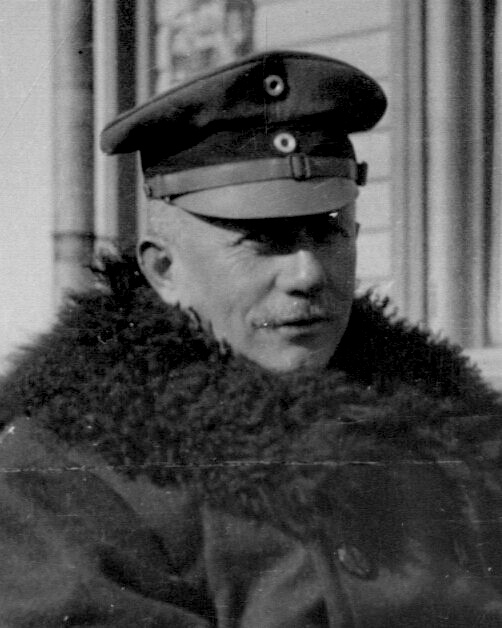
Rüdiger von der Goltz (1918)

Gustav Adolf Joachim Rüdiger Graf von der Goltz (* 8. Dezember 1865 in Züllichau; † 4. November 1946 auf Gut Kinsegg, Gemeinde Bernbeuren) war ein deutscher Generalleutnant, Freikorpsführer im Baltikum und Gegner der Weimarer Republik.

## Leben

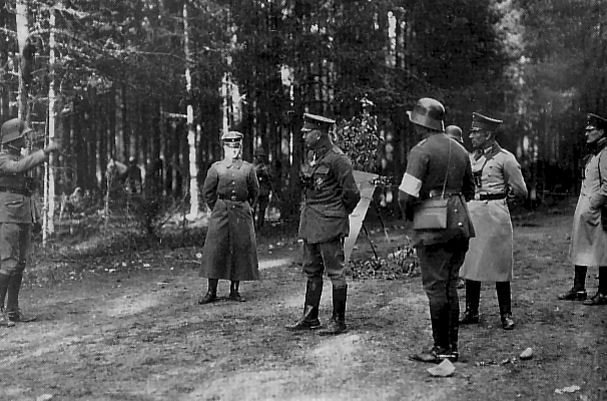
Rüdiger von der Goltz (Mitte) in Finnland (1918)

Rüdiger von der Goltz stammte aus der verzweigten Adelsfamilie von der Goltz. Seine Eltern waren der Jurist Gustav Albrecht von der Goltz (1831–1909) und dessen erste Ehefrau Cäcilie von Perbandt (1839–1871).
Von der Goltz begann seine militärische Karriere am 3. März 1885 mit dem Eintritt als Fahnenjunker in das 1. Garde-Regiment zu Fuß der Preußischen Armee. Nach dem Besuch der Kriegsakademie folgten verschiedene Generalstabs- und Truppenverwendungen.
Zu Beginn des Ersten Weltkriegs war von der Goltz Oberst und Kommandeur des Infanterie-Regiments „Hamburg“ (2. Hanseatisches) Nr. 76, mit dem er an der Westfront in den Krieg zog. Nach seiner Genesung von einer in der Schlacht an der Marne erlittenen Verwundung wurde er im weiteren Kriegsverlauf mit der Führung verschiedener Brigaden, wie z. B. ab dem 18. November 1914 der 34. Infanterie-Brigade (Großherzoglich Mecklenburgische), an der West- und Ostfront beauftragt. Seit 1916 Generalmajor, übernahm er im Juni 1917 die 37. Division. Am 25. Februar 1918 wurde er zum Kommandeur der 12. Landwehr-Division ernannt, die ab 20. März zur Ostsee-Division umgebildet wurde. Mit dem Verband kämpfte Goltz zusammen mit den von Carl Gustaf Emil Mannerheim befehligten Truppen erfolgreich gegen die aufständischen Roten Garden im finnischen Bürgerkrieg. Nachdem er bereits beide Klassen des Eisernen Kreuzes erhalten hatte, wurde ihm hierfür am 15. Mai 1918 der Orden Pour le Mérite verliehen. Als Deutscher General in Finnland arbeitete er danach bis Dezember 1918 am organisatorischen Aufbau der finnischen Armee mit. In Würdigung seiner Verdienste erhielt von der Goltz am 8. Juli 1918 den Finnischen Orden des Freiheitskreuzes I. Klasse mit Brillanten und Schwertern.
Am 1. Februar 1919 wurde von der Goltz Militärgouverneur von Libau (Lettland) und wenig später auch Kommandierender General des VI. Reserve-Korps. Das Korps führte reguläre Einheiten, Freikorps und einheimische Truppen lettischer, russischer und baltendeutscher Nationalität in einem vielschichtigen, bürgerkriegsähnlichen Konflikt gegen die Armee Rätelettlands (vgl. Lettischer Unabhängigkeitskrieg). Es bedurfte alliierter Sanktionsmaßnahmen (u. a. Ostseesperrung für deutsche Schiffe), damit von der Goltz, wie von Esten, Letten und Teilen der Reichswehr gefordert, das Kommando über seine Truppen, die sich der standrechtlichen Erschießung einiger Tausend Letten schuldig gemacht hatten, am 12. Oktober 1919 abgab.

Erklärung des Reichsverbandes Deutscher Offiziere zum sog. Röhm-Putsch

Beim Kapp-Putsch von 1920 fungierte von der Goltz als „Kommandant des Verteidigungsabschnitts Berlin“ und war als Chef des Truppenamtes vorgesehen. In der Zwischenkriegszeit leitete er von 1924 bis 1930 den Jungdeutschland-Bund (bzw. die daraus hervorgegangene Arbeitsgemeinschaft der vaterländischen Jugend) zur Wehrerziehung der deutschen Jugend und war ab 1925 als Erster Vorsitzender der Vereinigten vaterländischen Verbände Deutschlands (VvVD) politisch tätig, in dem er Fritz Geisler verdrängte. Am 17. Juli 1931 übergab er die Eingabe der Wirtschaftspolitischen Vereinigung Frankfurt am Main an den Reichspräsidenten Paul von Hindenburg, die forderte, die NSDAP an der Regierung zu beteiligen. Im Oktober desselben Jahres nahm er am Gründungstreffen der republikfeindlichen Harzburger Front teil. Nach der Machtergreifung der Nationalsozialisten und der Auflösung der VvVD wurde er Führer des politisch weitgehend einflusslosen Reichsverbandes deutscher Offiziere.
Von der Goltz erhielt am 27. August 1939, dem sogenannten Tannenbergtag, den Charakter als Generalleutnant verliehen. Nach Ende des Zweiten Weltkrieges, am 4. November 1946, erlag Rüdiger von der Goltz einem Schlaganfall auf seinem Gut Kinsegg in Oberbayern.
Er war mit Hannah Caroline von Hase (1873–1941), einer Enkelin Karl von Hases, verheiratet. Ein gleichnamiger Sohn, Rüdiger von der Goltz, wurde Jurist. Über Hannah von Hase war von der Goltz mit der Mutter Dietrich Bonhoeffers, der Onkel Rudi häufig als Codewort für Krieg benutzte, verschwägert.

## Schriften (Auswahl)
- Meine Sendung in Finnland und im Baltikum. K. F. Koehler, Leipzig 1920. (online)

2. völlig neubearb. Aufl.: Als politischer General im Osten: (Finnland u. Baltikum) 1918 und 1919. K. F. Koehler, Leipzig 1936.
- Vaterlandsverteidiger und Revolutions-Deutschland. Deutscher Michel, wach auf! Heft 8. E. Letsch, Hannover und Leipzig 1923.

## Genealogie
- Gothaisches Genealogisches Taschenbuch der Gräflichen Häuser 1898. Siebenundsiebzigster Jahrgang, Justus Perthes, Gotha 1897, S. 367. Siehe: Internet Archive.
- Gothaisches Genealogisches Taschenbuch der Gräflichen Häuser 1914. Siebenundachtzigster Jahrgang, Justus Perthes, Gotha 1913, S. 355. Siehe: Internet Archive.
- Walter von Hueck, Friedrich Wilhelm Euler, Hans Friedrich von Ehrenkrook, u. a. Genealogisches Handbuch der Gräflichen Häuser. A (Uradel). 1967. Band V, Band 40 der Gesamtreihe GHdA, Hrsg. Deutsches Adelsarchiv, C. A. Starke-Verlag, Limburg an der Lahn 1967, ISSN 0435-2408, S. 156.